# Ben Webster (attore)
Ben Webster (Londra, 2 giugno 1864 – Hollywood, 26 febbraio 1947) è stato un attore inglese.
Sposato con Dame May Whitty, era il padre di Margaret Webster.

## Filmografia
- English Nell - cortometraggio (1900)
- The House of Temperley
- Bootle's Baby, regia di Harold M. Shaw (1914)
- Enoch Arden, regia di Percy Nash (1914)
- V.C.
- Liberty Hall
- Lil o' London
- In the Blood, regia di Wilfred Noy (1915)
- A Garrett in Bohemia
- His Daughter's Dilemma
- Cynthia in the Wilderness
- The Vicar of Wakefield, regia di Fred Paul (1916)
- The Two Roads
- Masks and Faces, regia di Fred Paul (1917)
- The Profligate, regia di Meyrick Milton (1917)
- The Gay Lord Quex, regia di Maurice Elvey (1917)
- If Thou Wert Blind
- Because
- 12.10
- Nobody's Child
- The Call of Youth, regia di Hugh Ford (1921)
- Miriam Rozella
- The Only Way, regia di Herbert Wilcox (1925)
- Il declino (Downhill), regia di Alfred Hitchcock (1927)
- The Lyons Mail
- Potiphar's Wife
- Threads, regia di G.B. Samuelson (1932)
- Perfect Understanding
- One Precious Year
- The Old Curiosity Shop, regia di Thomas Bentley (1934)
- Royal Cavalcade
- Drake il corsaro
- Eliza Comes to Stay, regia di Henry Edwards (1936)
- La conquista dell'aria (Conquest of the Air), regia di Alexander Esway, Zoltán Korda, John Monk Saunders, Alexander Shaw e Donald Taylor (1936)
- Il prigioniero di Zenda (The Prisoner of Zenda), regia di John Cromwell (1937)
- Richard of Bordeaux
- Katharine and Petruchio
- The Earl of Chicago
- Il sospetto (Suspicion), regia di Alfred Hitchcock (1941)
- La signora Miniver (Mrs. Miniver), regia di William Wyler (1942)
- Per sempre e un giorno ancora (Forever and a Day), regia di Edmund Goulding, Cedric Hardwicke, Frank Lloyd, Victor Saville, Robert Stevenson, Herbert Wilcox e René Clair (1943)
- Il pazzo di Hitler (Hitler's Madman), regia di Douglas Sirk (1943)
- Torna a casa, Lassie! (Lassie Come Home), regia di Fred McLeod Wilcox (1943)
- L'agente confidenziale